# Thomas Donald Carter
Thomas Donald Carter, zumeist T. Donald Carter geschrieben,  (* 28. Januar 1893 in Boonton, New Jersey; † 30. März 1972 in Denville, New Jersey) war ein US-amerikanischer Zoologe. Er arbeitete unter anderem als Assistent von Lee Crandall im Bronx Zoo und wurde in späteren Jahren Assistenzkurator der Säugetiere im American Museum of Natural History in New York City.

## Leben und Wirken
Thomas Donald Carter wurde im Jahre 1893 in der Gemeinde Boonton im US-Bundesstaat New Jersey geboren. In der Ortschaft, deren damaliger Standort sich heute größtenteils unter dem Jersey City Reservoir befindet, wuchs Carter auch auf. Nach der High School besuchte er für ein Jahr die Blair Academy in Blairstown, New Jersey, ehe er einen Job als Assistent des Zoowärter im Bronx Zoo übernahm. Hierbei arbeitete er eng mit John Quinn (1870–1936), dem ersten Zoowärter des Zoologischen Gartens, zusammen. Als persönlicher Assistent des Chefkurators des Bronx Zoo, dem Ornithologen Lee Crandall, nahm Carter im Jahre 1914 erstmals an einer Expedition teil. Diese führte die beiden nach Costa Rica, von wo sie nach sechs Wochen Feldforschung mit über 300 lebenden Säugetieren, Vögeln, Reptilien, Amphibien, Fischen und Insekten in ihre Heimat zurückkehrten. Nach einigen Jahren im New Yorker Tiergarten begann er im Jahre 1920 seine Tätigkeit im American Museum of Natural History in New York City. Dort stieg er bis zum Assistenzkurator der Säugetiere auf und war über einen Zeitraum von 40 Jahren für diese Institution tätig. Im Laufe seiner dortigen Karriere nahm er an 27 größeren Expeditionen in ferne Länder teil und bereiste dabei unter anderem Afrika, Westchina, Indochina, Brasilien, Guyana und diverse andere wilde und unzugängliche Orte der Erde. Im Laufe der Jahre hatte er über 10.000 Exemplare für das Museum am Central Park West gesammelt. Zeitlebens verfasste er unzählige Schriften und Bücher, die von verschiedenen Verlagen veröffentlicht wurden. Am 30. März 1972 starb Thomas Donald Carter im Alter von 79 Jahren in seinem Haus in Denville, New Jersey.